# Antonella Marty
Antonella Marty (Rosario, Santa Fe; 1992) es una escritora, conferenciante internacional y politóloga argentina.
Licenciada en Relaciones Internacionales, se ha destacado por su trabajo en defensa de los derechos humanos y las libertades individuales y sociales, abordando temas como los derechos LGBTQ+, el feminismo, la legalización de las drogas y la libertad migratoria.
En los comienzos de su carrera, estuvo cercana al movimiento liberal y pro-capitalista, promoviendo ideas orientadas a la defensa del libre mercado y la libertad económica. Sin embargo, con el auge de las nuevas derechas que maltratan la democracia en nombre de la libertad, Antonella revisó su postura y se convirtió en una crítica de esos movimientos, identificándose actualmente como una voz "woke" que desafía la instrumentalización de la libertad por parte de sectores conservadores y populistas.
Hoy en día, trabaja activamente para generar conciencia sobre los peligros del nacionalismo y la expansión de la nueva derecha en el mundo, enfatizando la necesidad de preservar los valores democráticos y los derechos sociales.
Es colaboradora habitual en diversos medios latinoamericanos y conduce el podcast Hablemos Libertad. Además, es autora de varios libros publicados por Deusto, entre los que destacan El manual liberal (2021), Todo lo que necesitas saber sobre... historia, arte, ciencia, religión, astrofísica, filosofía, política y economía (2022) e Ideologías (2024).